# Clipston (Northamptonshire)
Pour les articles homonymes, voir Clipston.
Clipston est un village et une paroisse civile du Northamptonshire, en Angleterre. Il est situé dans le nord-ouest du comté, à 6 km au sud-ouest de la ville de Market Harborough. Administrativement, il relève de l'autorité unitaire du West Northamptonshire. Au recensement de 2011, il comptait 643 habitants.

## Étymologie
Le toponyme Clipston désigne la ferme (tūn en vieil anglais) d'un individu nommé Klyppr ou *Klippr. Ce nom norrois témoigne de la présence viking dans la région. Il est attesté sous la forme Clipestune dans le Domesday Book, en 1086.